# Johann Christian Vollhardt
Johann Christian Vollhardt (* errechnet 1615 in Jena; † 28. Januar 1690 in Bautzen) war ein deutscher Mediziner und Leibarzt.

## Ausbildung und Beruf
Sein Vater, Christian Vollhardt († 1654), diente als sächsisch-weimarischer Kriegsrat und Syndikus, wahrscheinlich in Weimar. Johanns Mutter, Barbara Anna Schröter, stammte aus der renommierten Jenaer Medizinerfamilie Schröter; ihr Vater, Onkel und Großvater waren als Professoren der Medizin an der Universität Jena tätig und die Cousine seiner Mutter, Maria Schröter, war mit dem Leibarzt Johann Nestor verheiratet. Diese familiäre Verbindung zur Medizin wurde in der Einladung zu einer Rede hervorgehoben, die Johann Christian Vollhardt 1639 an der Universität Jena hielt.
Vollhardt immatrikulierte sich im Sommersemester 1634 an der Universität Leipzig. Am 13. Januar 1637 disputierte er in Jena unter Werner Rolfinck über Themen wie Leberschmerzen, Schwindel und Wassersucht. Im April 1638 behandelte er unter Rolfinck das Thema Fieber. Das Lizentiat erhielt Vollhardt am 30. August 1642 in Jena für eine Arbeit über Gonorrhö, präsentiert unter der Leitung von Paul Marquard Slegel (1605–1653).
Trotz seines erst später erfolgten Doktorgrades ist Vollhardt bereits 1638 als praktizierender Arzt in Annaberg dokumentiert. Am 19. November 1642 wurde er unter dem Rektorat seines späteren Kollegen, dem Leibarzt Gottfried Möbius, und unter Präses Paul Marquart Slegel promoviert. Nach seiner Promotion ließ er sich erneut in Annaberg nieder und zog später, 1648, nach Dresden.
In den 1650er Jahren wurde Vollhardt zum Leibarzt des Kurfürsten Johann Georg I. ernannt. Ab 1655 war Vollhardt als Landphysikus in Bautzen tätig. In diesem Jahr erwarb er das Haus Nr. 19 in der Reichenstraße, welches er später an einen Kramer verkaufte. 1670 zog er in das Haus Zum Goldenen Adler um, das zuvor dem Bautzener Arzt Andreas Bernhard Lehmann gehörte. Später, im Jahr 1701, befand sich dieses Haus im Besitz von Gottlieb Budäus, einem herzoglich-sächsischen Leibarzt und Stadtarzt in Bautzen.

## Familie
Johann Christian Vollhardt war mit Rosina Aeschart verheiratet. Am 14. April 1644 kam in Annaberg die Tochter Anna Rosina Vollhardt (1644–1658) zur Welt. 1654, inzwischen in Bautzen ansässig, wurde eine weitere Tochter geboren.
Dorothea Rosenhain (1642–1716), Tochter des Bautzener Ratsherrn und Kaufmanns Antonius Rosenhain (1579–1646) und der Maria Fieck, heiratete in zweiter Ehe einen Medikus und Landphysikus Vollhardt aus Bautzen, vermutlich einen Sohn von Johann Christian. Dessen Sohn Carl Friedrich Vollhardt begann sein Studium am 3. März 1704 in Frankfurt/Oder.